# Фризел, Шеннон
Шеннон Майкл Фризел (род. 11 февраля 1994 года) — новозеландский регбист, родившийся в Тонга. Играет за клуб Супер Регби Хайлендерс на позиции фланкера.

## Карьера в футболе
Фризел родился и вырос в городе Тонгатапу, где начал играть в футбол и регби. В 2010 и 2011 годах играл за юношескую сборную Тонга по футболу (до 17 лет).

## Карьера в регби
С 2011 года Фризел перешел в регби и сыграл за сборную Тонга на юношеском Трофи в 2014 году.
С 2015 года Фризел переехал в Новую Зеландию и подписал свой первый контракт с клубом Кубка Mitre10 Тасман.
20 апреля 2018 года Фризел занес три попытки в игре против Блюз. В июне того же года провел свой первый матч за All Blacks, в Регби Чемпионшип 2018 отыграл 3 матча.
После успешного сезона в Супер Регби, где в 13 матчах Фризел занес 6 попыток он вновь был вызван в сборную для участия в Регби Чемпионшип и подготовке к Кубку мира 2019. На главном регбийном форуме провел 4 матча и занес одну попытку в матче с Канадой (63-0)